# Carl-Einar Häckner
Carl-Einar Fredrik Richard Häckner, även Charlie Häckner, född 8 oktober 1969 i Starrkärrs församling (Nol) i Älvsborgs län, är en svensk illusionist, komiker, sångare och författare. Han har stått på scen sedan 11 års ålder och har vunnit ett antal internationella trolleritävlingar. Under många år verkade han både från Göteborg och Berlin.

## Biografi
Carl-Einar Häckner växte upp i Gårdsten, Göteborg, med en äldre syster och sin mor. Föräldrarna skilde sig, så fadern Einar träffade han länge mer oregelbundet. Häckner började trolla vid sex års ålder, efter att ha fått en trollerilåda i present. Inspiration till trollandet kom från hans farmor, som själv kunde trolla bort en kapsyl. När han var elva år gammal gjorde han sina första uppträdanden, vid en trolleritävling på Liseberg, och som 14-åring tävlade han i trolleri vid en tävling i Köpenhamn. Året innan hade han vunnit nordiskt mästerskap i trolleri i Örebro.
Häckner läste ekonomi i gymnasiet, men lämnade den banan helt för att istället försörja sig inom illusionism. I unga år verkade Häckner som illusionist med artistnamnet Wic Mack (ibland noterat som Wic Mac). 1990 producerade han en avskedsföreställning från den rollen, efter att bland annat 1986 ha vunnit en en-tricks-tävling i Lidköping arrangerad i samband med branschföreningen Svensk Magisk Cirkels årsmöte.
Därefter har han mestadels synts som Carl-Einar Häcker men ibland även som Charlie Häckner och Charly Häckner. En vän som har agerat mentor för honom är Max Milton, som han blev bekant med då han 13-åring valdes in som yngsta medlem i Göteborgs magiska klubb. Han har även inspirerats av Charlie Chaplin.

### Karriär som illusionist
Under årens lopp har Häckner satt upp ett flertal föreställningar och framträtt på olika håll i Sverige samt på senare år även utomlands. Förutom på svenska har han framträtt på scen på engelska och tyska. 2010 framträdde han första gången på Roundhouse, en scen i Camden i London, och året därpå på Melbourne Comedy Festival i Australien. En video från en av hans sketcher som han lät publicera på Youtube samma år blev snabbt viral.
Han har sedan 1996 spelat årliga sommarvarietéer på Liseberg i Göteborg, där olika akrobater, lindansare och andra artister brukar medverka. Hans framträdanden under två decenniers tid på Liseberg lockade fram till 2019 över en miljon åskådare. På scen har Häckner ägnat sig åt traditionell illusionskonst, vid sidan av pianospel och sång och olika humoristiska inslag. En av hans tidiga och mer uppmärksammade sceninslag inkluderade ett "snortande" av en kondom genom näsan, ett moment som han 1990 presenterade i TV i programmet Fredagsexter.
1999 började Häckner allt mer verka från scen i Berlin, samtidigt som mängden uppträdanden i Sverige minskade. Vid den tiden hade han även icke realiserade tankar på en internationell karriär som clown.
Dessutom har han medverkat i ett antal film- och TV-serier, bland annat i långfilmen Petri tårar och tv-serien Herbert & Robert (1995 – en uppföljare till Albert & Herbert) samt gett ut fyra skivor. 1986 syntes han för första gången på TV, i programmet Fantastiskt. Under åren 1996–1999 medverkade han återkommande i barnprogrammet Björnes magasin, där han ofta fick trolla för Björne. Som komiker och estradör deltog han första gången 1990 i ståupprogrammet Släng dig i brunnen.
År 2000 var Häckner gästartist på Galenskaparna och After Shaves revy Jul jul jul.

### Övriga aktiviteter
Häckner har även verkat som textproducent i olika sammanhang. Han har haft regelbundna uppdrag som krönikör för bland annat Göteborgs-Posten och Dagens Arbete, och 1994 publicerades hans första diktsamling Gloria. Två år senare kom diktsamling nummer två – Tivoli.
Häckners musikaliska aktiviteter resulterade 1995 även i hans första musikalbum, betitlat Visor i tiden. 2002 kom Hugo Von Glesens varieté, 2006 Sånger ur livets varieté och två år senare Orättvisor.

## Erkännande och familj
Häckner tilldelades 2011 Karl Gerhard-stipendiet, och 2013 fick han Karamelodiktstipendiet. 2018 tilldelades han Sten A Olssons kulturstipendium. Han har även blivit utsedd både till Sveriges roligaste och Sveriges sexigaste man (utnämnd 1990 av Aftonbladet). Under 2010-talet vann han nordiska mästerskapen i bordstrolleri sex år i rad.
Hans far Einar Häckner verkade som professor i företagsekonomi vid Luleå tekniska universitet, där han senare (2015) hade titeln professor emeritus. Farfadern med samma namn var i ungdomen höjdhoppare.
2016 var Häckner omväxlande bosatt i Göteborg och Berlin. Under engagemang i Berlin 2001 rekryterade han den tyska lindanserskan Silea för det årets sommarvarieté på Liseberg; de två inledde därefter en längre relation.

## Verk

### Diskografi
- 1995 – Visor i tiden
- 2002 – Hugo Von Glesens varieté
- 2006 – Sånger ur livets varieté
- 2008 – Orättvisor
- 2019 – Garage[15]
- 2019 – Fabriksgatan (med Varietéorkestern)[15]

### Filmografi (urval)
- 1990 – Kurt Olssons julkalender (TV-serie)
- 1992 – Änglagård
- 1993 – Polisen och domarmordet (TV-serie)
- 1994 – Handbok för handlösa (TV-serie)
- 1995 – Petri tårar
- 1995 – Herbert & Robert (TV-serie)
- 2004 – Carl-Einar Häckners varieté gånger tre (DVD)
- 2008 – Uppdrag varieté – Carl-Einar Häckners varieté gånger tre (DVD)
- 2008 – Pusseldrömmar (DVD)

## Galleri

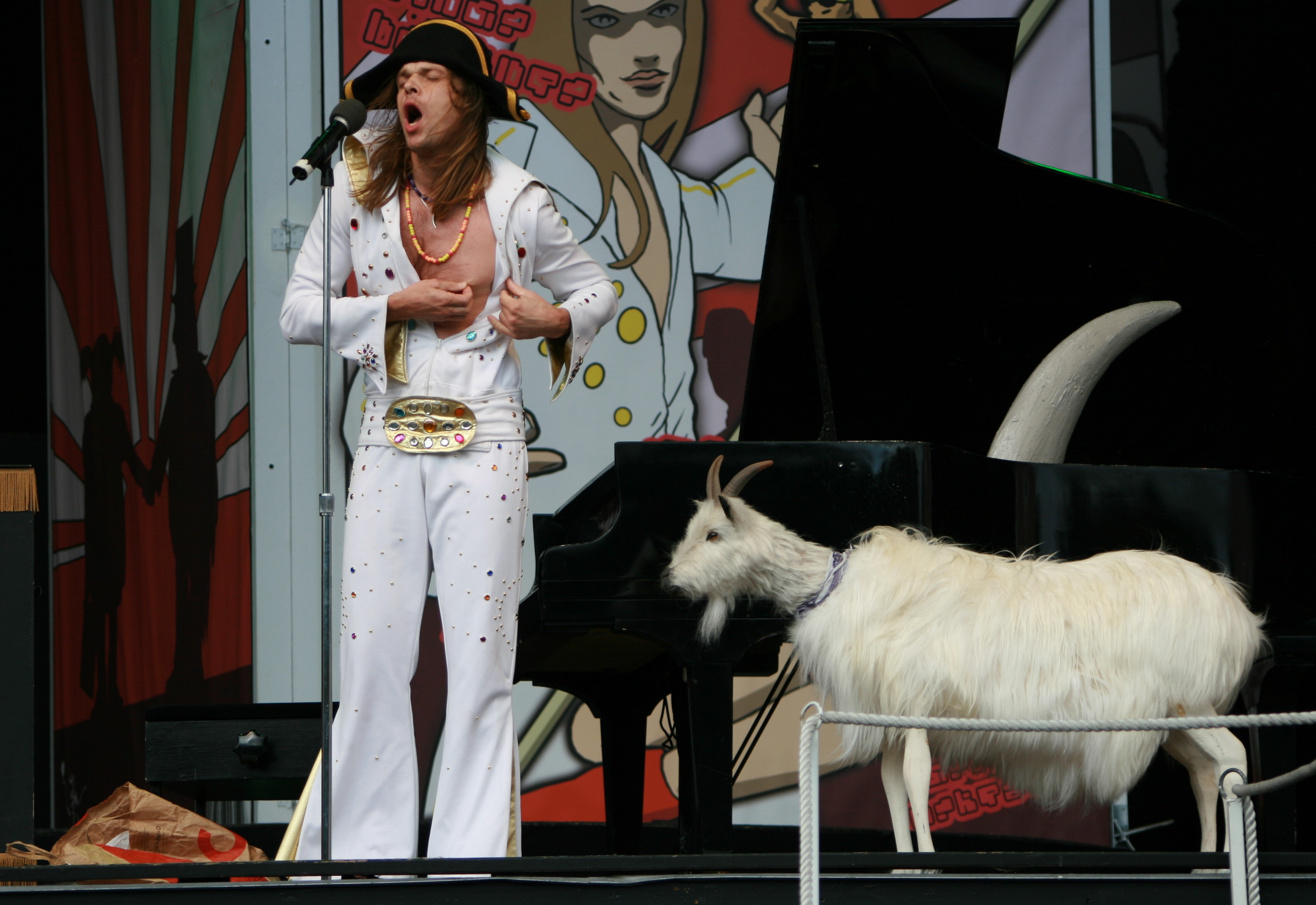
Häckner med get på Liseberg 2007.
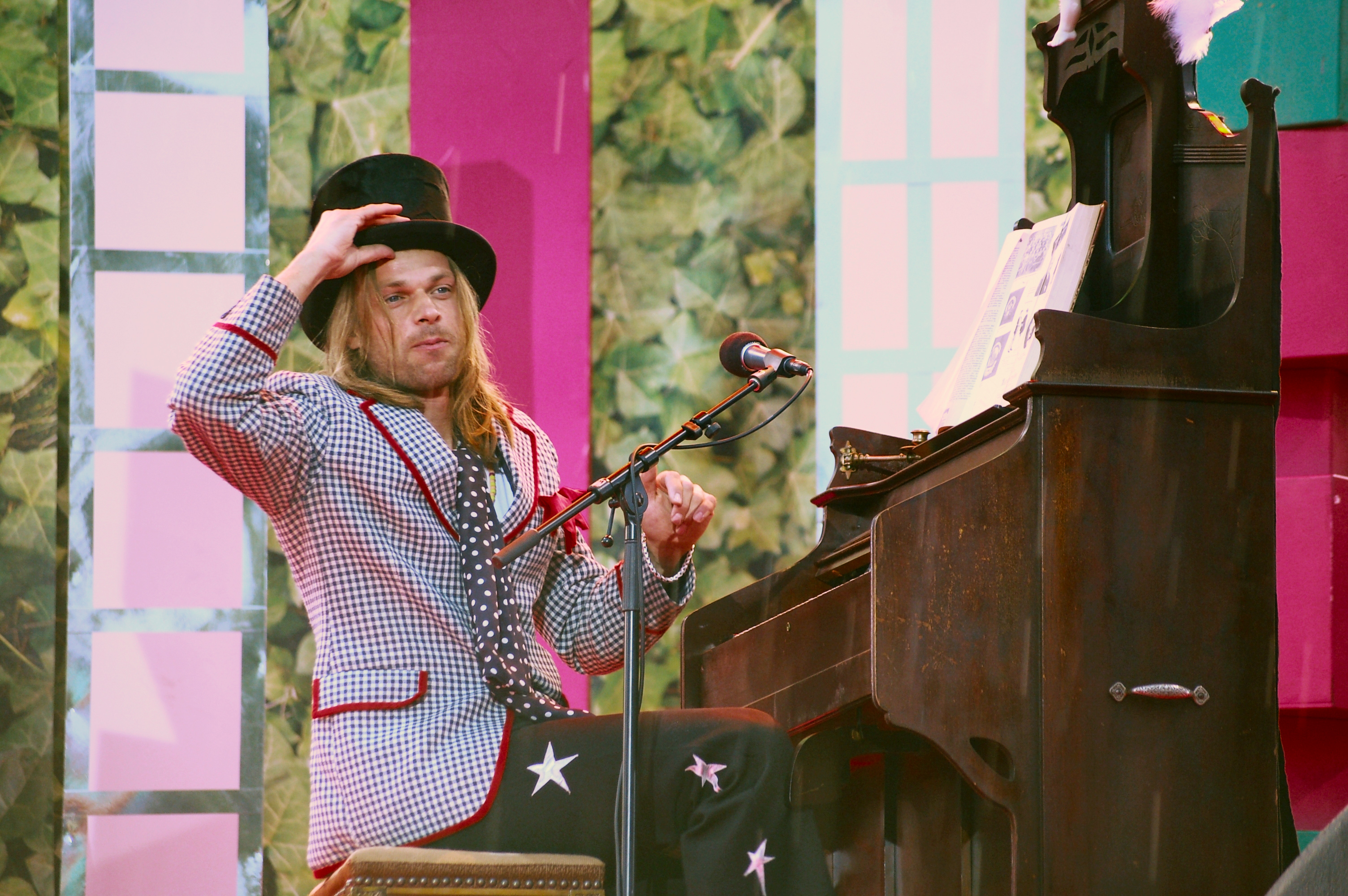
Häckner på Sommarkrysset 2008.
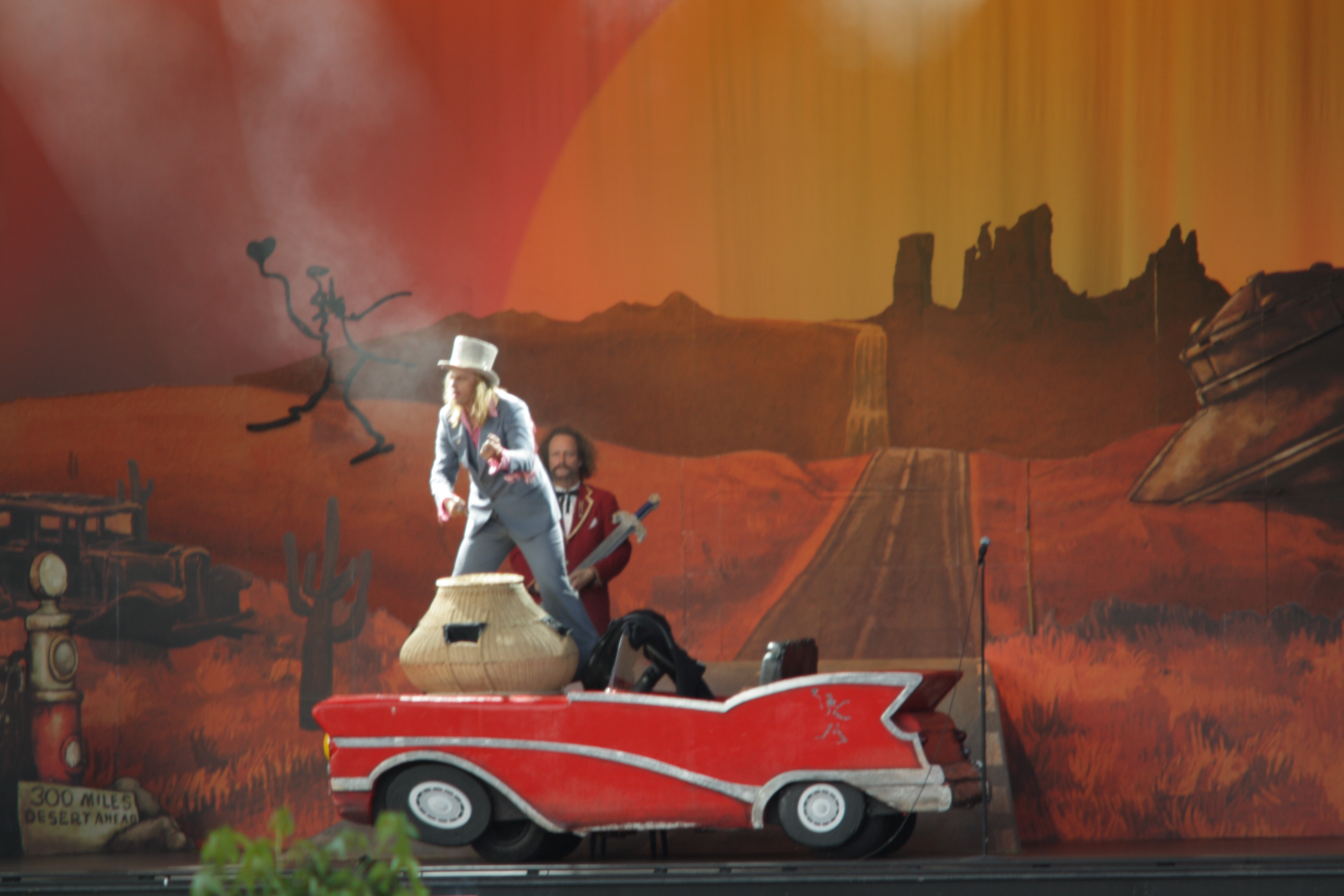
Häckner på Liseberg 2013.
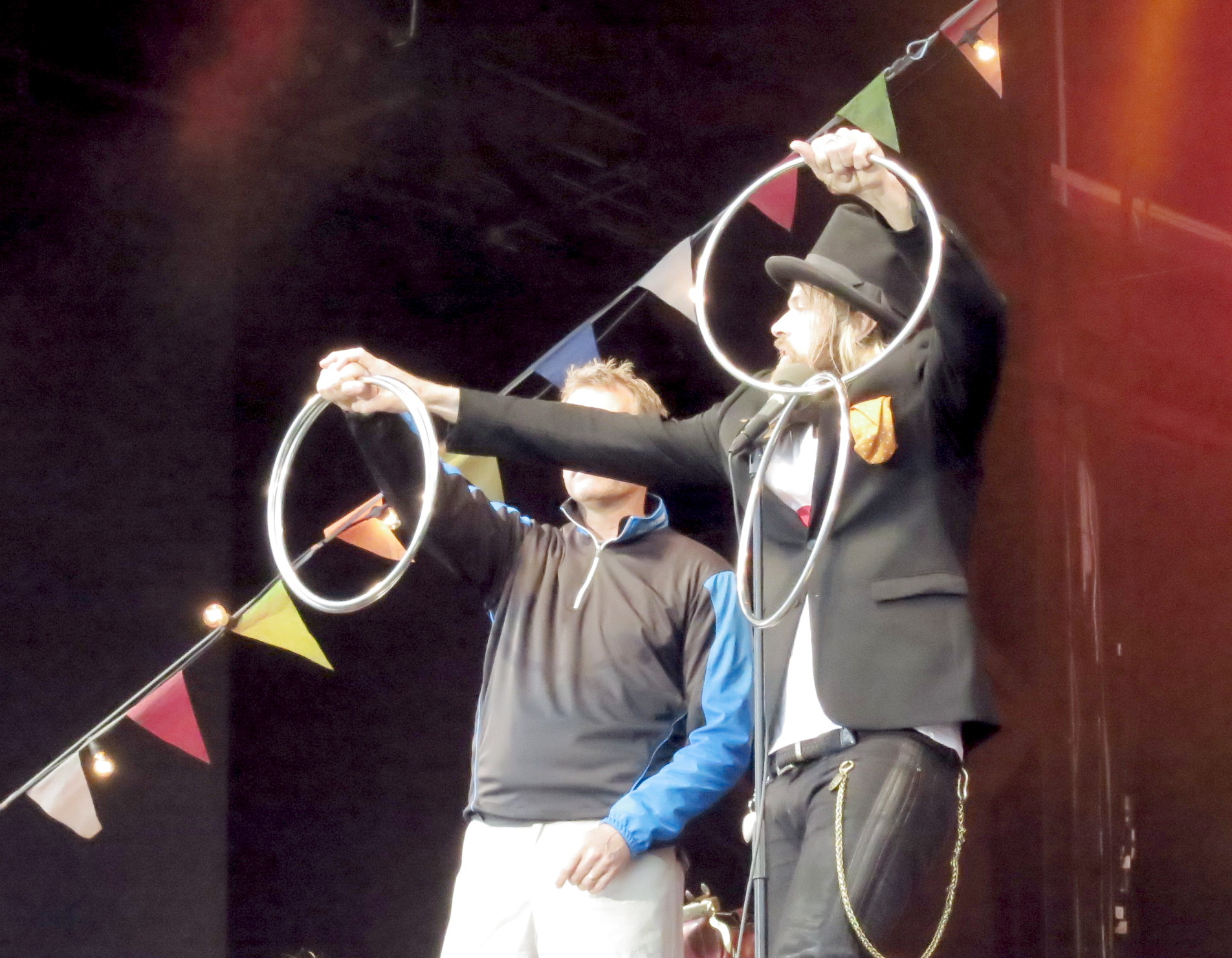
Häckner på Liseberg 2014.
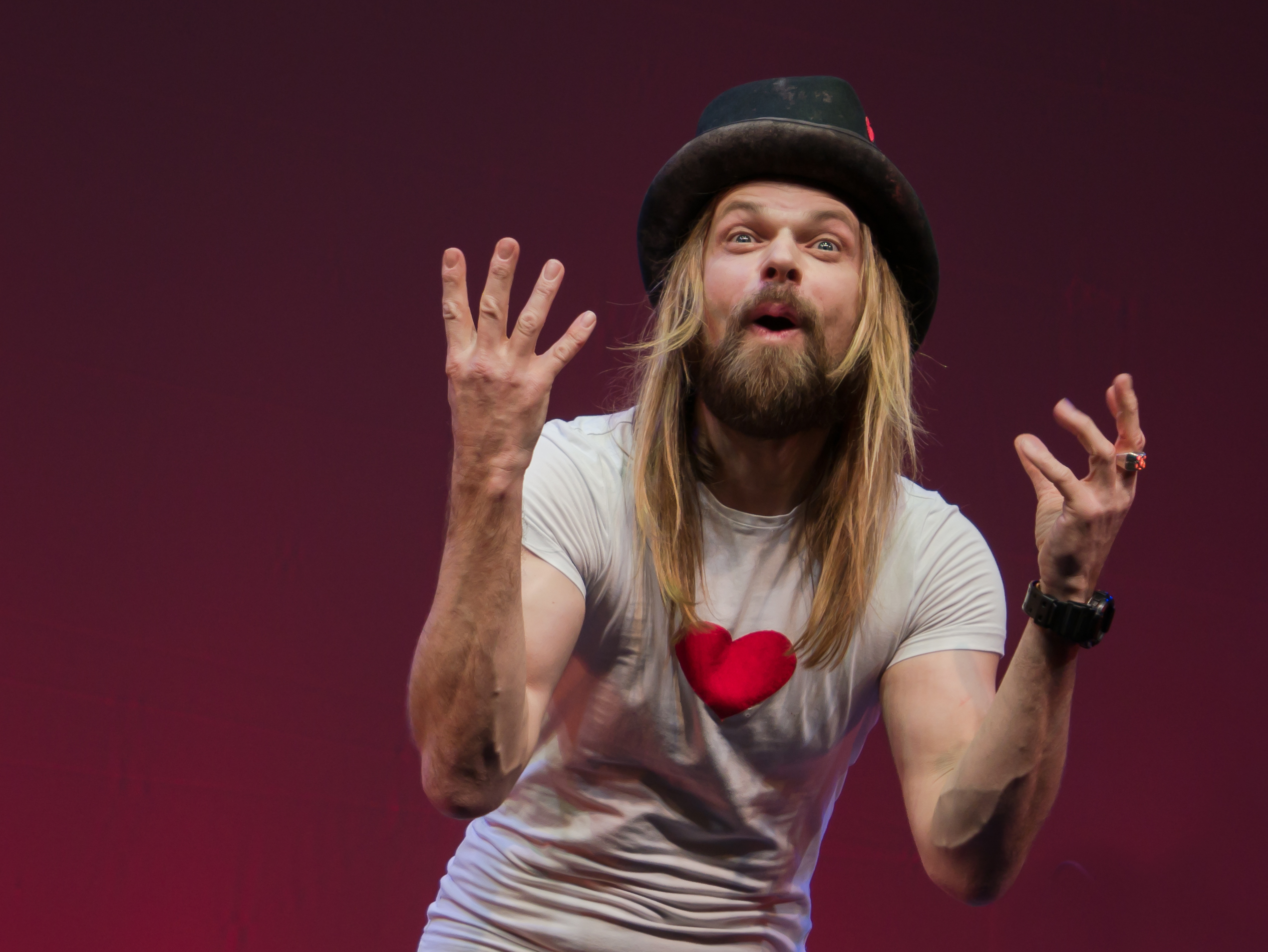
Häckner på scen 2016.